# 首里駅
首里駅（しゅりえき）は、沖縄県那覇市首里汀良町三丁目にある、沖縄都市モノレール線（ゆいレール）の駅である。駅番号は15。

## 歴史
計画当時の仮称は「汀良駅（てらえき）」であった。

### 年表
- 2003年（平成15年）8月10日：当駅 - 那覇空港駅間開業と同時に開業[1][2]。
- 2014年（平成26年）10月20日：ICカード「OKICA」の利用が可能となる[3][4]。
- 2019年（令和元年）10月1日：当駅 - てだこ浦西駅間の延伸開業により中間駅となる[5][6][7]。
- 2020年（令和2年）3月10日：ICカード「Suica」の利用が可能となる[8][9][10]。

## 駅構造
相対式ホーム2面2線を有する高架駅である。開業時から2019年8月までは1番線は使用されておらず、2番線のみを使用して那覇空港駅方面に折り返していた。2019年9月には降車専用として1番線の運用を開始した。
2019年10月1日のてだこ浦西駅延伸開業後は、平日の朝ラッシュ時に当駅で折り返す列車が設定され、直接2番線に入線し折り返す。

### のりば
| 番線 | 路線                  | 方向 | 行先           |
| ---- | --------------------- | ---- | -------------- |
| 1    | ■沖縄都市モノレール線 | 下り | てだこ浦西方面 |
| 2    | ■沖縄都市モノレール線 | 上り | 那覇空港方面   |

### 駅設備
- 売店 - 改札外横にコーヒーショップ（35 COFFEE SHOP）がある[13]。

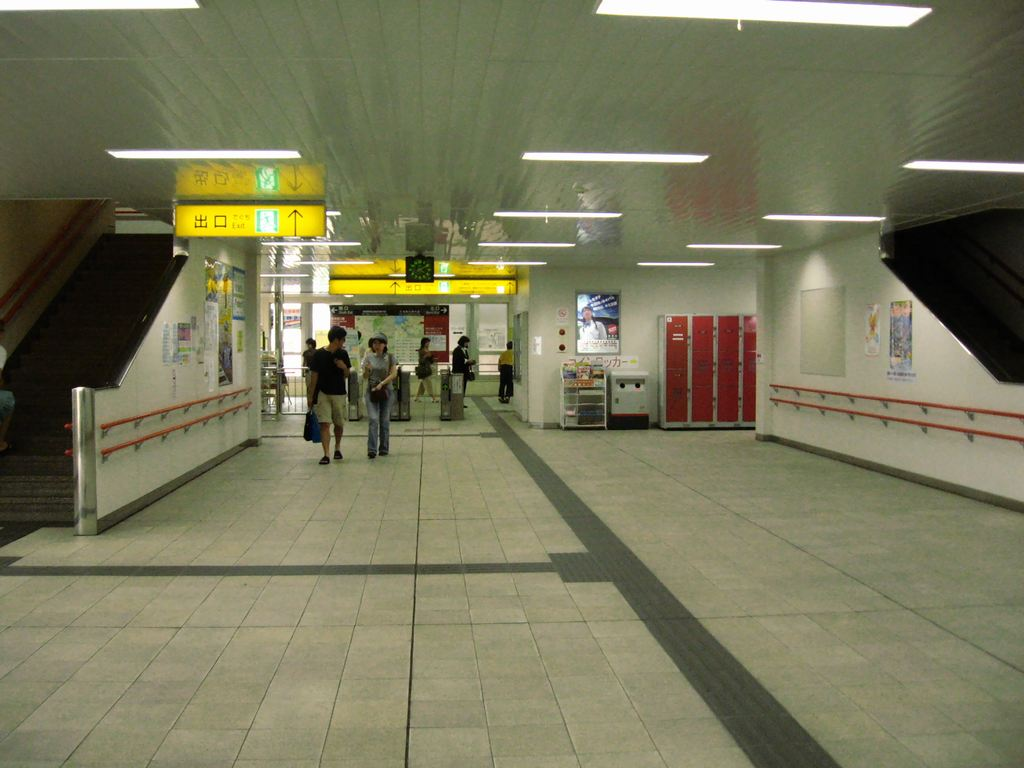
コンコース（2007年5月）
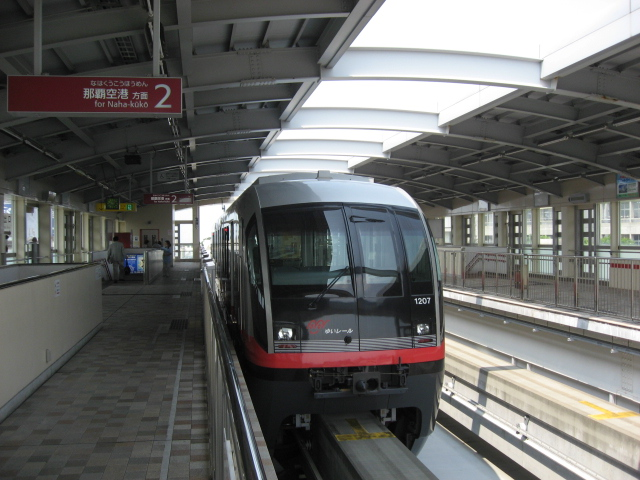
ホーム（2007年4月）

- コインロッカー - 改札内に設置。
- ATM - 改札内
- 外貨両替機 - 改札内
- 公衆電話 - 改札内に設置。
- 自動販売機（飲料）
- トイレ - 改札内に設置。
- 駐輪場 - 駅北側。

- コンコース（2007年5月）
- ホーム（2007年4月）

## 利用状況
2022年度の1日平均乗車人員は2,106人である。
開業後の1日平均乗降人員および乗車人員の推移は下記の通り。
| 年度               | 1日平均 乗降人員 | 1日平均 乗車人員 | 出典     |
| ------------------ | ---------------- | ---------------- | -------- |
| 2003年（平成15年） | 6,829            | 3,386            | [ * 1 ]  |
| 2004年（平成16年） | 5,788            | 2,981            | [ * 2 ]  |
| 2005年（平成17年） | 6,211            | 3,150            | [ * 3 ]  |
| 2006年（平成18年） | 6,287            | 3,172            | [ * 4 ]  |
| 2007年（平成19年） | 6,410            | 3,191            | [ * 5 ]  |
| 2008年（平成20年） | 6,375            | 3,126            | [ * 6 ]  |
| 2009年（平成21年） | 5,835            | 2,939            | [ * 7 ]  |
| 2010年（平成22年） | 5,814            | 2,933            | [ * 8 ]  |
| 2011年（平成23年） | 5,988            | 3,049            | [ * 9 ]  |
| 2012年（平成24年） | 6,262            | 3,179            | [ * 10 ] |
| 2013年（平成25年） | 6,386            | 3,214            | [ * 11 ] |
| 2014年（平成26年） | 6,354            | 3,179            | [ * 12 ] |
| 2015年（平成27年） | 6,737            | 3,366            | [ * 13 ] |
| 2016年（平成28年） | 7,091            | 3,542            | [ * 14 ] |
| 2017年（平成29年） | 7,205            | 3,599            | [ * 15 ] |
| 2018年（平成30年） |                  | 3,671            | [ * 16 ] |
| 2019年（令和元年） | 6,715            | 3,316            |          |
| 2020年（令和02年） | 3,178            | 1,583            |          |
| 2021年（令和03年） |                  | 1,597            |          |
| 2022年（令和04年） |                  | 2,106            |          |

## 駅周辺
駅周辺には学習塾・進学塾が多い。
- 首里城公園（首里城）
- 首里金城町石畳道
- 龍潭池
- 玉陵
- 沖縄神社

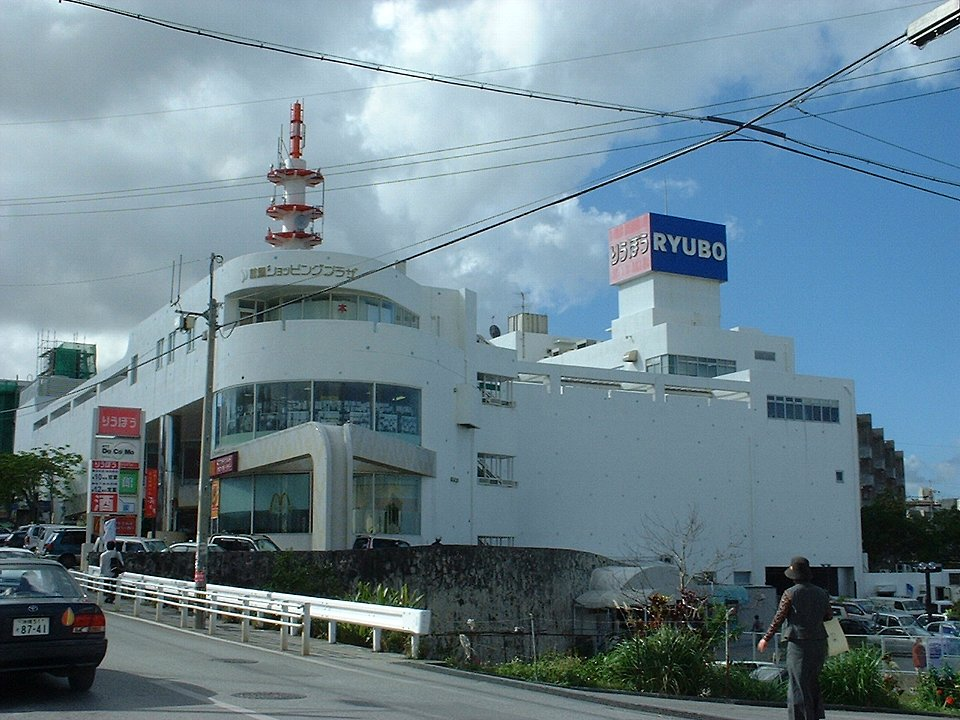
首里りうぼう

- 沖縄県立芸術大学（首里当蔵キャンパス・首里金城キャンパス）
- 那覇市役所首里支所
- 那覇市首里公民館・那覇市立首里図書館
- 沖縄県立南部医療センター・こども医療センター
- 那覇市立首里中学校
- 沖縄県立首里高等学校
- 沖縄県立開邦中学校・高等学校
- 琉球銀行首里支店
- 沖縄銀行鳥堀支店
- 首里汀良郵便局
- 首里当蔵郵便局
- 首里りうぼう
- TSUTAYA首里店

## バス路線
首里駅前バス停（徒歩1分）
- 1番・首里牧志線　（那覇バス）
- 7番・首里城下町（久茂地）線　（那覇バス）
- 8番・首里城下町線　（那覇バス）
- 14番・牧志開南循環線　（那覇バス）
- 16番・新川石嶺線　（那覇バス）
- 18番・首里駅線　（沖縄バス）　※南側バス停のみ停車
- 19番・首里駅循環線（那覇バス）※北側バス停のみ停車（片方向運転）
- 94番・首里駅琉大快速線　（那覇バス）
- 346番・那覇西原（鳥堀）線　（那覇バス）
- イオン南風原ショッピングセンター行きシャトルバス　※南側バス停のみ停車

鳥堀バス停（徒歩5分）
- 16番・新川首里駅線　（那覇バス）
- 18番・首里駅線　（沖縄バス）　※片側バス停（那覇バスターミナル行き）のみ停車
- 191番・城間（一日橋）線　（東陽バス）
- 391番・城間（サンエーパルコシティ）線　（東陽バス）

鳥堀一丁目バス停（徒歩5分）
※すべて那覇バス運行
- 1番・首里牧志線　
- 7番・首里城下町（久茂地）線　
- 8番・首里城下町線　
- 14番・牧志開南循環線　
- 17番・石嶺（開南）線　
- 346番・那覇西原（鳥堀）線　

### その他
2005年（平成17年）1月には、当駅からコミュニティバス（石嶺・首里城みぐい線）に乗り継ぐと運賃を50円に割引く実証実験が行われた。この割引きはコミュニティバスを路線バス化した7・8番において有効期間内のゆいレールの1日・2日乗車券を提示すると運賃が大人20円引、小人10円引になる制度に変更され、沖縄バスでの運行が終了した2022年（令和4年）3月末で廃止（7・8番の運行自体は那覇バスへ移管され継続）された。

## その他
- 発車メロディ（当駅始発列車のみ）および駅到着時の車内チャイムは、沖縄の童謡「赤田首里殿内（あかたすんどぅんち）」を編曲したものが流れる[19]。かつて発車メロディで流れるものは後半部分が省略された短縮版となっていたが、2019年の浦添延長開業時に車内メロディ・駅メロディともに共通のアレンジに刷新された。
- 改札付近での沖縄方言による案内放送では「すい」と発音される。

## 映画
- 『風が通り抜ける道』沖縄県後援、カンヌ国際映画祭2023年 披露上映作品、沖縄国際映画祭2023年 正式出品作品、一般劇場公開2024年（イオンエンターテイメント）

## 隣の駅
沖縄都市モノレール
■沖縄都市モノレール線（ゆいレール）
儀保駅 (14) - 首里駅 (15) - 石嶺駅 (16)

### 記事本文

### 利用状況
1. ↑  沖縄県統計年鑑 - 沖縄県
2. ↑  那覇市統計書 - 那覇市

那覇市統計書
1. ↑  第44回那覇市統計書（平成16年版） (PDF)  - 167ページ
2. ↑  第45回那覇市統計書（平成17年版） (PDF)  - 167ページ
3. ↑  第46回那覇市統計書（平成18年版） (PDF)  - 169ページ
4. ↑  第47回那覇市統計書（平成19年版） (PDF)  - 169ページ
5. ↑  第48回那覇市統計書（平成20年版） (PDF)  - 169ページ
6. ↑  第49回那覇市統計書（平成21年版） (PDF)  - 169ページ
7. ↑  第50回那覇市統計書（平成22年版） (PDF)  - 169ページ
8. ↑  第51回那覇市統計書（平成23年版） (PDF)  - 167ページ
9. ↑  第52回那覇市統計書（平成24年版） (PDF)  - 167ページ
10. ↑  第53回那覇市統計書（平成25年版） (PDF)  - 167ページ
11. ↑  第54回那覇市統計書（平成26年版） (PDF)  - 165ページ
12. ↑  第55回那覇市統計書（平成27年版） (PDF)  - 165ページ
13. ↑  第56回那覇市統計書（平成28年版） (PDF)  - 165ページ
14. ↑  第57回那覇市統計書（平成29年版） (PDF)  - 165ページ
15. ↑  第58回那覇市統計書（平成30年版） (PDF)  - 165ページ
16. ↑  第59回那覇市統計書（令和元年版） (PDF)  - 165ページ